# Йолоп (фільм, 1926)
Йолоп (англ. The Boob) — американська комедійна мелодрама режисера Вільяма А. Веллмена 1926 року.

## Сюжет
Психоделічна історія оповідає про сільського хлопця, який заради підкорення серця своєї дівчини вирішив переловити всіх бутлегерів в окрузі. Разом з агентом секретної урядової служби він викриває банди бутлегерів і, осяяний променями слави, перетворюється з сільського простака в відчайдушного героя.

## У ролях
- Гертруда Олмстед — Емі
- Джордж К. Артур — Пітер Гуд
- Джоан Кроуфорд — Джейн — агент секретної служби
- Чарльз Мюррей — Кактус Джим
- Тоні Д'Елджі — Гаррі Бенсон
- Генк Манн
- Едіт Чепман
- Бейб Лондон